# Александровка (Льговский район)
Александровка — деревня в Льговском районе Курской области России. Входит в состав Вышнедеревенского сельсовета.

## География
Деревня находится на реке Бобрик (левый приток Реута в бассейне Сейма), в 36 км от российско-украинской границы, в 60 км к юго-западу от Курска, в 20 км к юго-востоку от районного центра — города Льгов, в 10 км от центра сельсовета — села Вышние Деревеньки.
Климат
Александровка, как и весь район, расположена в поясе умеренно континентального климата с тёплым летом и относительно тёплой зимой (Dfb в классификации Кёппена).
Часовой пояс
Деревня Александровка, как и вся Курская область, находится в часовой зоне МСК (московское время). Смещение применяемого времени относительно UTC составляет +3:00.

## Население
| 2002 | 2010 |
| ---- | ---- |
| 42   | ↘31  |

## Инфраструктура
Личное подсобное хозяйство. В деревне 17 домов.

## Транспорт
Александровка находится в 8 км от автодороги регионального значения 38К-024 (Льгов — Суджа), на автодорогах межмуниципального значения 38Н-443 (38К-024 — Вышние Деревеньки — Дурово-Бобрик) и 38Н-444 (38Н-443 — Стремоухово-Бобрик — граница Курчатовского района), в 4,5 км от ближайшего (закрытого) ж/д остановочного пункта Деревеньки (линия Льгов I — Подкосылев).
В 125 км от аэропорта имени В. Г. Шухова (недалеко от Белгорода).